# District de Chong'an
Le district de Chong'an (崇安区 ; pinyin : Chóng'ān Qū) est une subdivision administrative de la province du Jiangsu en Chine. Il est placé sous la juridiction de la ville-préfecture de Wuxi.